# 公司註冊處 (香港)
公司註冊處（英語：Companies Registry，簡稱CR）是香港特別行政區政府財經事務及庫務局轄下的部門，於1993年5月1日成立，由註冊總署分拆出來。並以營運基金運作。專責為公司提供註冊服務，辦事處設於香港島金鐘金鐘道政府合署。現任公司註冊處處長為黄潔怡。

## 歷任處長
- 鍾悟思（1993年5月1日—2007年8月）
- 鍾麗玲（2007年8月—2020年9月4日）
- 徐麗貞（2020年9月4日—2022年7月24日）
- 鄧婉雯（2022年7月25日—2025年7月2日）
- 黃潔怡（2025年7月3日—)

## 職能
公司註冊處的主要職能包括：
- 為《公司條例》所規定提交的文件辦理登記。
- 提供服務和設施，供公眾查閱香港註冊公司資料及已登記文件的影像紀錄。
- 確保香港所有公司及其管理人員遵從有關條例及履行責任。
- 開業前必須向公司註冊處申請註冊；得到批准後必須於一個月內向商業登記處申辦商業登記證[2]。

## 外部連結
- 香港特別行政區政府 公司註冊處（页面存档备份，存于）